# 7 de Dezembro (Madohi)
7 de Dezembro ist eine osttimoresische Aldeia im Suco Madohi (Verwaltungsamt Dom Aleixo, Gemeinde Dili). 2015 lebten in der Aldeia 2108 Menschen.
Ihren Namen hat die Aldeia vom 7. Dezember 1975, dem Beginn der Invasion Dilis durch Indonesien.

## Geographie
7 de Dezembro liegt im Osten von Madohi und ist Teil des Stadtteils Beto Oeste. Westlich der Zufahrtsstraße zum Flughafen befindet sich die Aldeia Terra Santa, südlich des Travessa da Rai As die Aldeia Rosario, östlich der Rua de Beto Oeste die Aldeia Loro Matan Beto Leste und nördlich der Rua da Dominicana die Aldeia Anin Fuic.